# Nataša Dragojević
Nataša Dragojević (Nikšić, Montenegro, 8 de diciembre de 1992) es una árbitra montenegrina de baloncesto. Actúa de forma habitual en la primera división femenina y también en la primera división masculina de Montenegro y, a nivel internacional, dirige la Euroliga Femenina y la EuroCup Women. En 2025 fue seleccionada entre las 32 colegiadas/os del EuroBasket Femenino 2025. 

## Trayectoria
Formada en el arbitraje montenegrino, Dragojević comenzó a pitar en 2012 y compagina partidos de la primera femenina y la primera masculina del país. En 2019 obtuvo la licencia internacional FIBA.  
En competiciones europeas de clubes es árbitra habitual de EuroLeague Women (ELW) y EuroCup Women (ECW); en 2020 la prensa local destacó que fue la primera montenegrina en dirigir un partido de Euroliga Femenina.

## Euroliga Femenina y EuroCup Women
- EuroLeague Women: designaciones regulares (2024–25, entre otras).[13][14][15]
- EuroCup Women: presencia en clasificatorios y fase regular (p. ej., 2024–25, Cluj–Iraklis).[16]

Partidos destacados
- EuroBasket Women 2025 (fase de grupos): Turquía – Francia, en El Pireo (18/06/2025).
- ELW 2024–25 (RS): Fenerbahçe Opet – Valencia (Estambul).[17]
- ELW 2024–25 (RS): Beretta Famila Schio – Žabiny Brno (Schio).[18]
- ECW 2024–25 (Qualifiers): Universitatea Cluj – Iraklis WBC (Cluj-Napoca).[19]

## FIBA
Con licencia FIBA desde 2019, ha sido designada en los Clasificatorios al EuroBasket Women 2025 y en torneos de formación. En 2024 arbitró la final del EuroBasket U20 femenino (División B) en Sofía, y en 2025 fue llamada al Mundial U19 femenino.

## Palmarés y reconocimientos
- Seleccionada para el EuroBasket Femenino 2025 (listado oficial FIBA).[21]
- Primera árbitra montenegrina en dirigir un partido de Euroliga Femenina (2020).[22]